# Járom

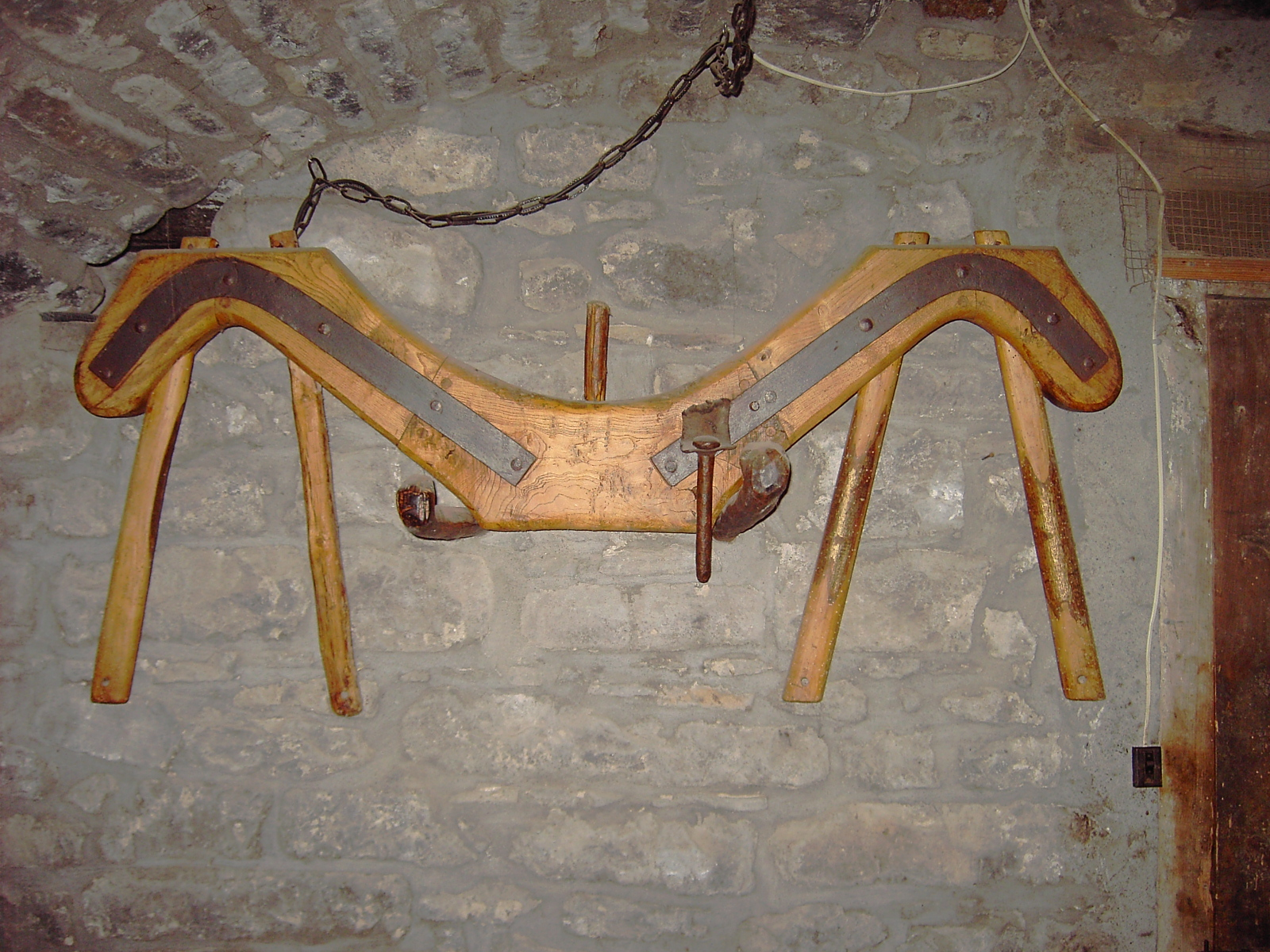
Hagyományos járom Huesca tartományból (Spanyolország)

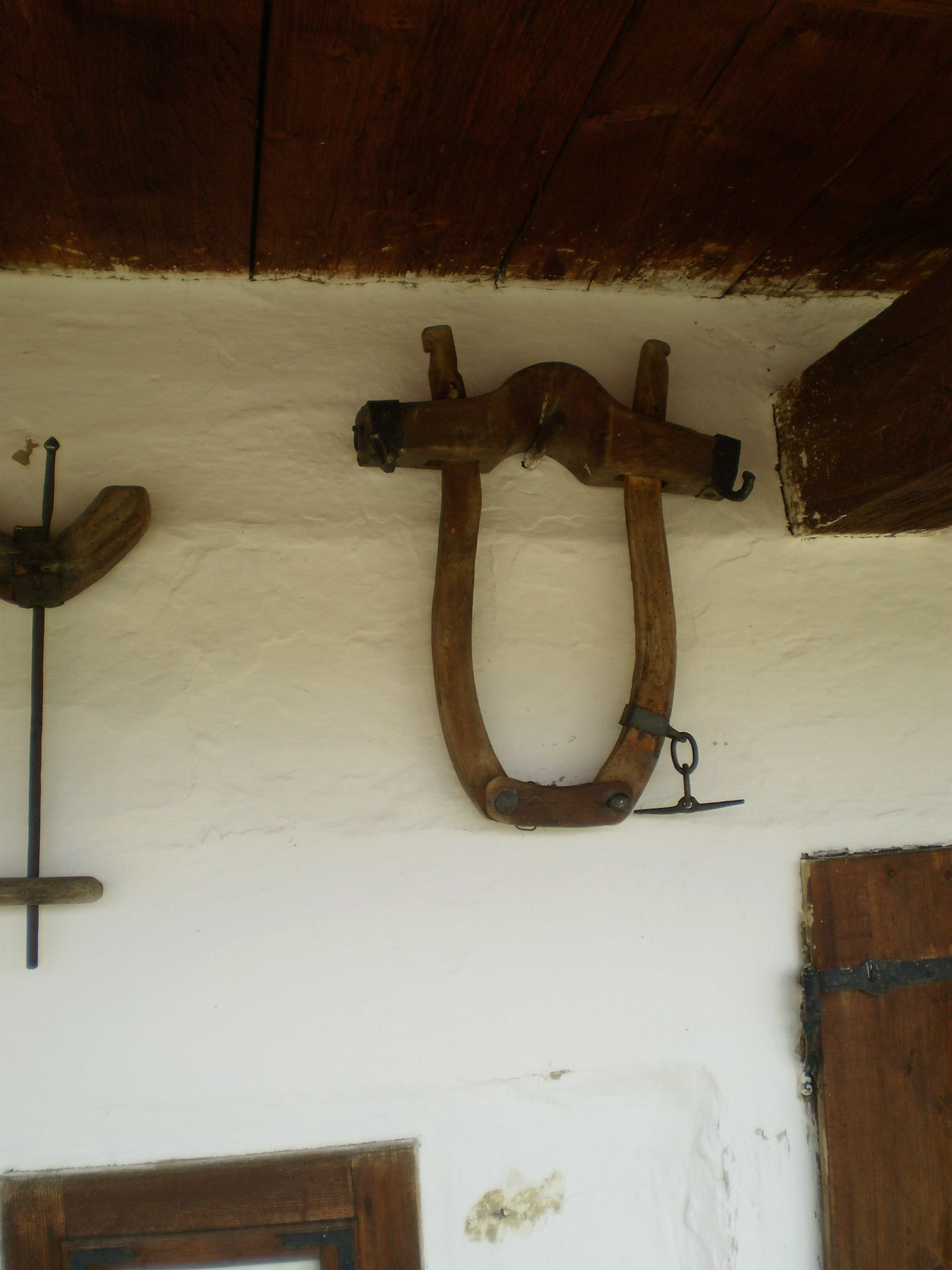
Egyes járom

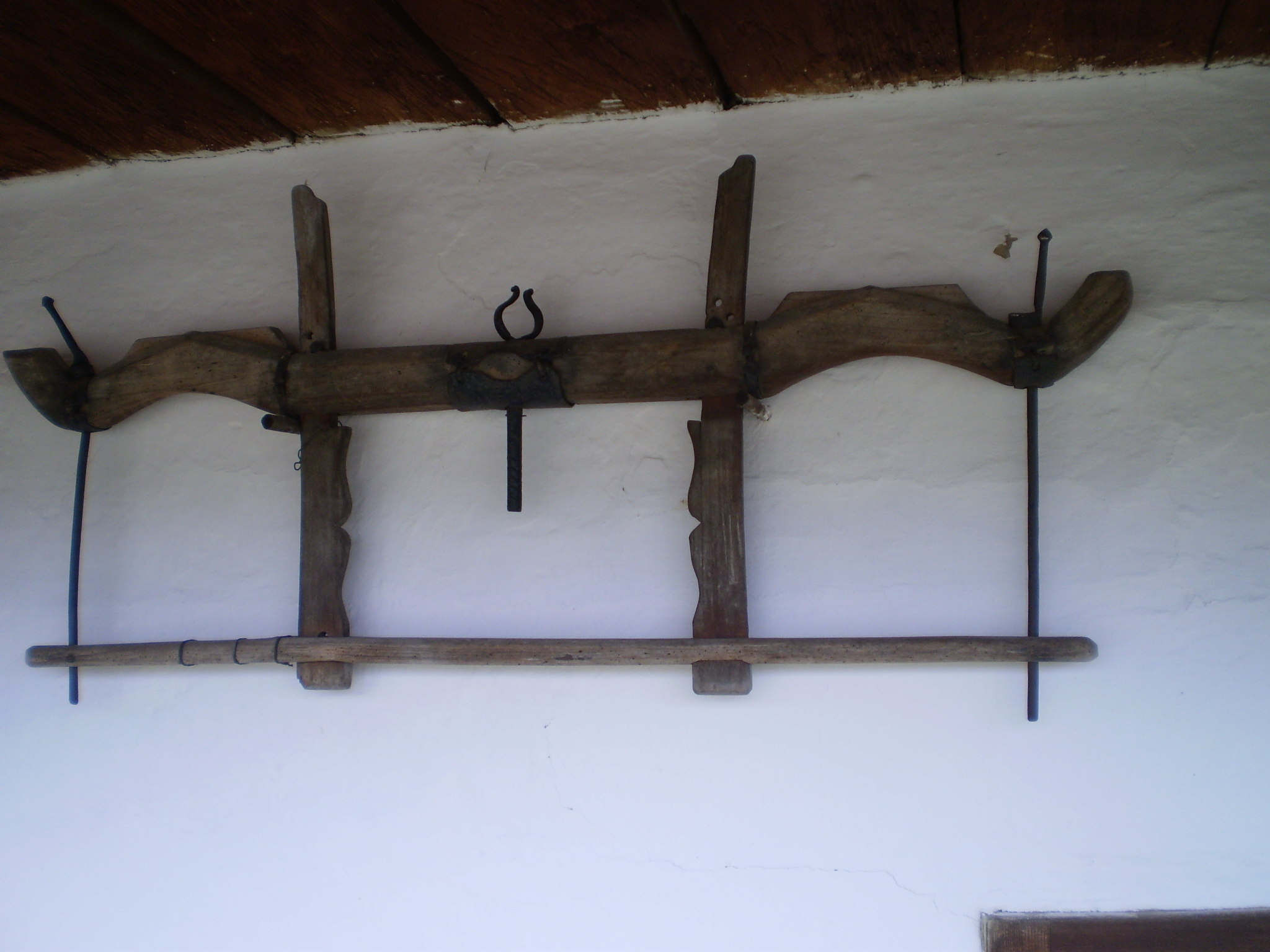
Kettős járom

A járom vagy iga a szarvasmarha befogására szolgáló eszköz. Ezért nevezik a beléje fogott ökröt jármos ökörnek. Megkülönböztetnek fej- és nyakjármot, a fejjárom pedig ismét homlokjáromra és tarkójáromra oszlik. A járomnak ez a három fajtája lehet, egyszerű (féljárom) vagy kettős, és így tulajdonképpen hatféle jármot lehet megkülönböztetni. Az egyszerű járomnak az az előnye van, hogy benne az állat szabadabban mozog, és ezért az állatot kevésbé kínozza. A fejjárom a rövid, vastag nyakú, a nyakjárom a hosszúnyakú marhánál előnyösebb. Nálunk csak a kettős nyakjárom terjedt el, és ezt a külföld is magyar járomnak nevezi. Ennek alkatrészei a bélfa (berce v. kázla), vagyis azon két függőleges fa, melyek a járom közepén fölfelé nyúlnak, azután a fej vagy váll, mely az ökör marjára fekszik, a talp, mely alul van, s végül a járomszeg; ez utóbbi vasból, a többi alkatrész fából készül.